# Pergai Apollóniosz
Pergai Apollóniosz (kb. i. e. 260-262 – i. e. 190) Egyiptomban dolgozó hellén matematikus és csillagász.
A pamphüliai Perga városából származott, s Alexandriában tevékenykedett. Főműve a 8 részből álló „Kúpelemek" (Konika), amelynek csak első négy része maradt ránk eredetiben, a többi arab fordításból ismert. Ebben a kúpszeletek elméletét adta, s az ellipszis, parabola, hiperbola terminusokat többször is használta. Munkásságáért korában a megasz geometrosz (nagy geométer) melléknevet kapta. E főművén kívül – néhány töredéktől, illetve kivonattól eltekintve – szintén arab fordításban fennmaradt egy kétrészes, „Peri logosz apotomosz" című munkája is.
Sokak szerint Apollóniosz munkájára támaszkodott majdnem két évezreddel később Johannes Kepler, amikor a bolygómozgás törvényeit kidolgozta. Más vélemény szerint ismerte és csodálta Apollóniosz eredményeit, de közvetlenül nem hasznosította őket.